# 申屠
申屠（しんと）は、漢姓のひとつ。『百家姓』の428番目。2020年の中華人民共和国の統計では8番目に多い複姓で、1.9万人がいる。台湾の2018年の統計では652番目に多い姓で、62人がいる。

## 由来
『荘子』徳充符篇に申徒嘉、大宗師・盗跖篇などに申徒狄という人物が登場する。字が違うが、これが申屠氏と同じであるともいう。
ただし、逆に申屠から申徒になったともいう。
別な説として、周代の申国において、屠原に封ぜられた人の子孫が申屠を名乗ったという。

## 著名な人物
- 申屠嘉 - 前漢の丞相。
- 申屠建 - 新末の緑林軍の武将。
- 申屠蟠 - 後漢の人。節義を重んじたという。『後漢書』、皇甫謐『高士伝』に見える。
- 申屠有涯 - 宋の隠士。

### 架空の人物
- 申屠東流 - 霹靂シリーズの布袋戯の登場人物。